# Herman N. Hyneman
Herman N. Hyneman, auch Herman Naphtali Hyneman (27. Juli 1849 in Philadelphia – 23. Dezember 1907 ebenda) war ein amerikanischer Maler.

## Leben
Hyneman war ein Sohn Isaac und Adeline (Ezekiel) Hynemans aus Philadelphia. Er brach seine kaufmännische Ausbildung ab und wurde 1874 ein Schüler des Malers Léon Bonnat in Paris. Hier entstand sein Bild Desdemona, das 1879 im Pariser Salon ausgestellt wurde und das später in die Galerie der Pennsylvania Academy of the Fine Arts gelangte. Im Folgejahr stellte er eine Julia im Pariser Salon aus. Nach acht Jahren kehrte er zurück und eröffnete ein Studio in Philadelphia. Anschließend arbeitete er für mehrere Jahre in New York. Später fertigte er Porträts vieler prominenter Personen seiner Heimatstadt Philadelphia. Hyneman war Mitglied der „Society of Artists and Illustrators“, der „Associated Arts Society“, im „Art Club“ in Philadelphia sowie im Salmagundi Club in New York.
Während seiner Zeit in Frankreich heiratete er Juliet Jolly aus Paris, von der er zahlreiche Bildnisse malte.

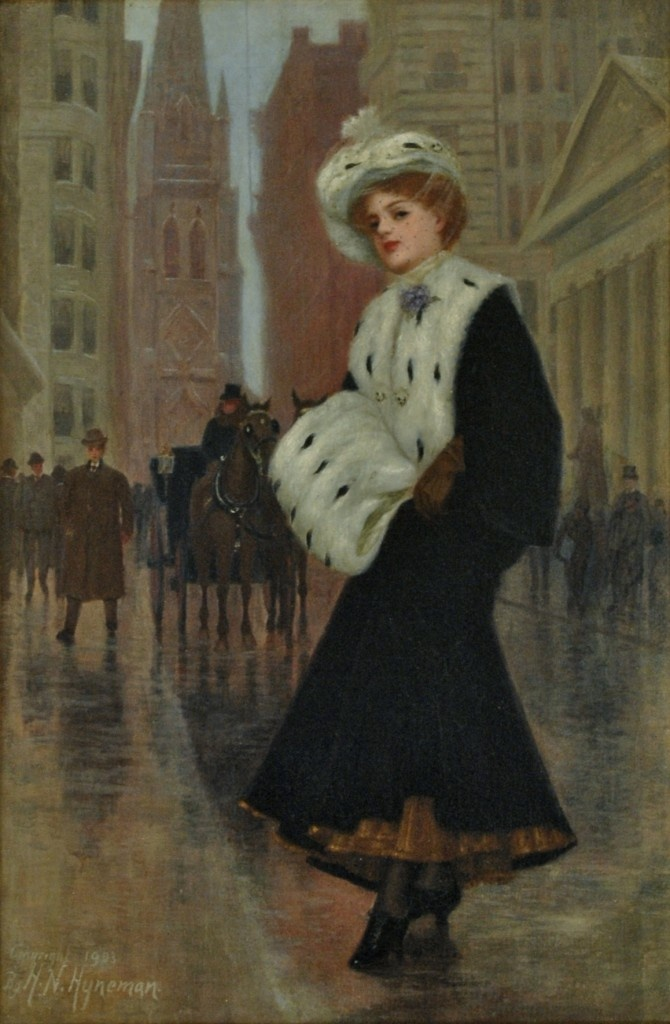
A Sensation on Wall Street (1903)

## Werke (Auswahl)
- um 1879: Desdemona
- 1900: The lonely breakefast[5]
- After the shower[6]

Auszeichnungen
- Gold- und Silbermedaillen der Pennsylvania Academy